# Agathoxylon
Genre
Agathoxylon est un genre éteint de plante de la famille des Araucariaceae.
Agathoxylon (également connu sous les synonymes Dadoxylon et Araucarioxylon) est un genre de bois fossile, notamment de troncs d'arbres massifs. Bien qu'identifié de la fin du Paléozoïque à la fin du Mésozoïque, Agathoxylon est commun du Carbonifère au Trias Agathoxylonreprésente le bois de plusieurs groupes de conifères, dont les Araucariaceae et les Cheirolepidiaceae les formes de la fin du Paléozoïque et du Trias pouvant représenter d'autres conifères ou d'autres groupes de plantes à graines telles que les ptéridospermes.

## Description
Les Agathoxylon étaient de grands arbres qui portaient de longues feuilles en forme de lanières et des troncs avec des rayons petits et étroits. Souvent, la structure cellulaire originale est préservée en raison de la silice en solution dans l'eau souterraine qui se dépose à l'intérieur des cellules du bois. Ce mode de fossilisation est appelé perminéralisation.

### Liste des espèces
- Agathoxylon arizonicum [=Araucarioxylon arizonicum]. [Formation de Chinle, Arizona, Nouveau Mexique, États-Unis Trias tardif
- Agathoxylon africanum (Bamford 1999) [=Araucarioxylon africanum] : Zone d'assemblage de Daptocephalus, Formation de Middleton et Formation de Normandien à Zone d'assemblage de Cynognathus, Formation de Burgersdorp et Formation de Driekoppen, Groupe de Beaufort, Afrique du Sud[7], et Groupe de Lebung, Botswana[8]
- Agathoxylon agathioides (Kräusel & Jain): La Matilde Formation, Argentine
- Agathoxylon antarcticus (Poole & Cantrill 2001) Pujana et al. 2014 [=A. matildense, Araucarioxylon antarcticus]: Santa Marta Formation and La Meseta Formation, Antarctique[9],[10]
- Agathoxylon arberi (Seward 1919) [=Dadoxylon arberi]
- Agathoxylon australe[=Dadoxylon australe]
- Agathoxylon bougheyi Williams [=Dadoxylon bougheyi]: Madumabisa Mudstone Formation, Zambia and Somabula Beds, Zimbabwe[11]
- Agathoxylon cordaianum Hartig 1848
- Agathoxylon desnoyersii (Phillipe 2011) [=Araucarioxylon desnoyersii]
- Agathoxylon duplicatum (Vogellehner 1965) [=Dadoxylon duplicatum]: Allemagne[12]
- Agathoxylon jamudhiense (Maheshwari 1963) [=Dadoxylon jamudhiense]: Inde[13]
- Agathoxylon karooensis (Bamford 1999) [=Araucarioxylon karooensis]: Daptocephalus AZ, Middleton and Normandien Formations, South Africa
- Agathoxylon kellerense (Lucas and Lacey 1984) [=Araucarioxylon kellerense, Dadoxylon kellerense]: Santa Marta Formation, Antarctica
- Agathoxylon lemonii Tidwell & Thayn 1986: Dakota Formation, Utah
- Agathoxylon maharashtraensis (Prasad 1982) [=Dadoxylon maharashtraensis]: India[14]
- Agathoxylon parenchymatosum (Vogellehner 1965) [=Araucarioxylon parenchymatosum, Dadoxylon parenchymatosum]: Forest Sandstone Formation, Botswana[15]
- Agathoxylon pseudoparenchymatosum (Gothan 1908) Pujana et al. 2014 [=Araucarioxylon chilense, A. kerguelense, A. novaezeelandii, A. pseudoparenchymatosum, Dadoxylon kaiparaense, D. kergulense, D. pseudoparenchymatosum]: Santa Marta Formation, Antarctica
- Agathoxylon santacruzense Kloster and Gnaedinger 2018: La Matilde Formation, Argentina
- Agathoxylon santalense (Sah & Jain): La Matilde Formation, Argentina
- Agathoxylon sclerosum (Walton) Kräusel 1956 [=Dadoxylon sclerosum, Kaokoxylon sclerosum]: Malay Peninsula[16], Dwyka Group to Molteno Formation, Stormberg Group, South Africa, and Ntawere Formation, Zambia[17]
- Agathoxylon termieri (Attims) Gnaedinger & Herbst: La Matilde Formation, Argentina
- Agathoxylon ulmitus Iamandei & Iamandei 2004: Roumanie[18]
- Agathoxylon woodworthii (Knowlton 1899) [=Dadoxylon woodworthii]: États-Unis

Agathoxylon est commun dans de nombreuses parties du monde, trouvé dans des sites du Gondwana et de la Laurasie et signalé en Afrique australe,, Asie, le Moyen-Orient, Europe, South America,, and North America.
En Afrique australe, Agathoxylon est répandu dans le Karoo Supergroup. Au Zimbabwe, on le rencontre surtout dans la Pebbly Arkose Formation et il a également été fréquemment signalé dans la Formation de grès d'Angwa,.
Et selon GBIF (24 décembre 2023) :
- Agathoxylon cordaianum Hartig, 1848
- Agathoxylon liguaensis Torres & Philippe, 2002
- Agathoxylon pseudoparenchymatosum Gothan, 1908
- † Araucariopsis macractis Caspary, 1888
- † Dadoxylon agathioides Kräusel & Jain, 1964
- † Dadoxylon amraparense Sah & Jain, 1964
- Dadoxylon barakarense Surange & Saxena, 1959
- † Dadoxylon bengalense Holden, 1917
- † Dadoxylon bindrabunense Sah & Jain, 1964
- † Dadoxylon chandaensis Chitaley, 1949
- † Dadoxylon chhindwarensis Billimoria, 1948
- † Dadoxylon deccani Shukla, 1938
- † Dadoxylon eocenum Chitaley, 1949
- † Dadoxylon ghorawariense Pareek, 1969
- † Dadoxylon gondwanense Maithy, 1965
- † Dadoxylon indicum Holden, 1917
- † Dadoxylon jamudhiense Maheshwari, 1964
- † Dadoxylon jamuriense Maheshwari, 1965
- † Dadoxylon jurassicum Bharadwaj, 1953
- Dadoxylon kharkhariense Maithy, 1965
- † Dadoxylon mandroense Sah & Jain, 1964
- Dadoxylon ningahense Maheshwari, 1965
- Dadoxylon parbeliense Rao, 1935
- † Dadoxylon parenchymosum Surange & Maithy, 1963
- † Dadoxylon rajmahalense Sahni, 1931
- † Dadoxylon resinosum Shukla, 1944
- † Dadoxylon santalense Sah & Jain, 1964
- † Dadoxylon shuklae Singhai, 1958
- Dadoxylon spec Unger, 1859
- Dammaroxylon africanum Schultz-Motel, 1966
- † Pagiophyllites keuperianus Unger, 1911
- † Peuce cretacea (Corda, 1847)
- † Platyspiroxylon heteroparenchymatosum Greguss, 1961
- † Pteridospermaexylon theresiae Greguss, 1952
- Simplicioxylon hungaricum Andreánszky
- † Voltzioxylon dockumense Torrey, 1923

## Systématique
Le nom correct complet (avec auteur) de ce taxon est Agathoxylon Hartig, 1848.
En tant que genre, Dadoxylon a été mal défini, et en dehors des Araucariaceae, il a été associé à des bois fossiles aussi divers que les Cordaitales,Glossopteridales et Podocarpaceae. De plus, il pourrait s'agir du même genre formulaire que Araucarioxylon, d'où l'usage Dadoxylon (Araucarioxylon). Le genre Agathoxylon, classé dans la famille Araucariaceae, a une priorité nomenclaturale sur les genres Araucarioxylon et Dadoxylon,. En Afrique australe, Agathoxylon est répandu dans le Karoo Supergroup. Au Zimbabwe, on le rencontre surtout dans la Pebbly Arkose Formation, et a également été signalé fréquemment la Formation de grès d'Angwa,,
Plusieurs espèces de Dadoxylon, telles que D. brandlingii et D. saxonicum, ont été identifiées comme des Araucarites. D. arberi et D. sp.1 ont été synonymisées avec les espèces de glossoptérides Australoxylon teixterae et A. natalense, respectivement ; tandis que D. sp. 2 a été transféré à Protophyllocladoxylon.

Agathoxylon a pour synonymes :
- Agathites Tuzson, 1909
- Agathoxylon P.Greguss, 1952
- Araucariopsis Caspary, 1888
- Araucarites Tuzson, 1911
- Colymboxylon Hartig, 1848
- Dadoxylon kumarpurensis Fox, 1934
- Dadoxylon Endlicher, 1847
- Dammaroxylon J.Schultze-Motel, 1966
- Pagiophyllites J.Tuzson, 1911
- Palaeoxylon A.T.Brongniart, 1849
- Peuce Lindley & W.Hutton, 1832
- Platyspiroxylon P.Greguss, 1961
- Protochamaecyparixylon B.Giraud, 1985
- Protoginkgoxylon R.C.Chudajberdyev, 1971
- Pseudagathoxylon P.Greguss, 1974
- Pteridospermaexylon P.Greguss, 1952
- Simplicioxylon G.Andreánszky, 1949
- Torreyoxylon P.Greguss, 1967
- Voltzioxylon R.E.Torrey, 1923